# Ager Vaticanus
Ager Vaticanus era detta la piana alluvionale sulla sponda destra del Tevere (chiamata anche "Ripa Veientana", ad indicare il dominio etrusco del periodo arcaico), posta tra il Gianicolo, il Colle Vaticano e Monte Mario, fino alla confluenza del Cremera.

## Storia
L'etimologia di "Vaticanus" rinvia forse ad un insediamento arcaico etrusco di nome Vaticum. Varrone fa derivare il nome da un dio locale Vaticanus, che a sua volta traeva il proprio nome da vaticinium: nessuna contraddizione sostanziale appare tuttavia tra le due etimologie, se si tiene conto che l'arte dei vaticini, l'aruspicina, era stata introdotta a Roma appunto dagli Etruschi.

### GliHorti

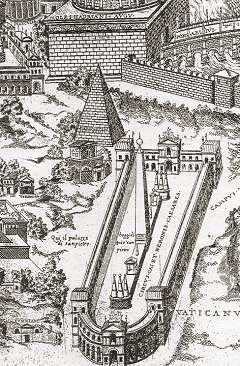
Particolare dell'Ager Vaticanus da una mappa di Pirro Ligorio del 1561, con il Circo di Nerone, la Meta Romuli e il mausoleo di Adriano

La zona, bassa oltre che pianeggiante ed esposta alle periodiche inondazioni del Tevere, rimase destinata a pascolo e agricoltura fin verso la fine del I secolo a.C., quando lo sviluppo della viabilità locale lungo la via Cornelia (verso il porto di Caere), della via Trionfale verso Veio e della via Aurelia nova ne rese interessante l'appropriazione per le grandi famiglie, che vi costruirono lussuose residenze private suburbane (Horti).
Gli scavi effettuati in vari periodi nella zona che va da Santo Spirito in Sassia al Palazzaccio hanno portato alla luce tracce di fabbriche di I e II secolo, pertinenti agli Horti Agrippinae.
Dalla madre Agrippina gli Horti passarono a Caligola, che vi fece costruire un ippodromo (il Circus Gaianus). Per segnarne la spina Caligola vi eresse un obelisco egiziano - unico rimasto sempre in piedi, tra i numerosi obelischi di Roma - che fu poi spostato da Sisto V in Piazza San Pietro.
Il circo e gli Horti passarono poi a Nerone, che li utilizzò sia per costruire il suo teatro privato, sia per ricoverare i romani sinistrati dal grande incendio del 64, sia per far eseguire le condanne al supplizio dei cristiani accusati dell'incendio stesso. Il nome popolare del territorio oltre Tevere a nord del Trastevere rimase così, fino a tutto il Medioevo, "Prati di Nerone".
Nel demanio imperiale confluirono anche i vicini Horti Domitiae, proprietà della moglie di Domiziano, Domizia Longina, nella cui area sorse poi il Mausoleo di Adriano. Più discosto dal fiume, Traiano fece edificare una Naumachia, impianto destinato a rappresentare battaglie navali.

### Le aree sepolcrali
L'Ager Vaticanus rimase sempre al di fuori dalla cinta muraria di Roma. Secondo la tradizione romana, quindi, anche lungo le vie che lo attraversavano si insediarono necropoli e sepolcri, normalmente lasciati in situ finché non sorgeva l'esigenza di demolirli per far posto a nuove costruzioni, o per recuperarne materiali.
Fu questo il destino della cosiddetta Meta Romuli (l'altra piramide funeraria esistente a Roma oltre a quella di Gaio Cestio fuori Porta San Paolo) e del vicino grande monumento cilindrico con torre sovrapposta detto Terebinthus Neronis che, insieme, venivano indicati nel Medioevo come il luogo del martirio di Pietro. Di entrambi i monumenti sono state rinvenute tracce durante la costruzione dei nuovi edifici in Via della Conciliazione.
Suscitò ad esempio molta commozione pubblica il rinvenimento nel 1889, durante i lavori per la costruzione del Palazzo di Giustizia, del sarcofago di una giovane Crepereia Tryphaena che conteneva, insieme al corredo funebre, una bambolina dalle braccia snodabili.
Il rinvenimento più recente è quello (avvenuto nel 2003 ma pubblicato solo nel 2006) della grande necropoli detta di Santa Rosa, lungo la via Triumphalis, scoperta durante lo scavo del parcheggio del Vaticano sotto il Gianicolo. Quest'ultimo sito non è isolato, ma costituisce una parte del vasto sepolcreto che era stato già rinvenuto ed esplorato negli anni cinquanta, detto "dell'Autoparco".

### Il sepolcro di Pietro e la basilica costantiniana

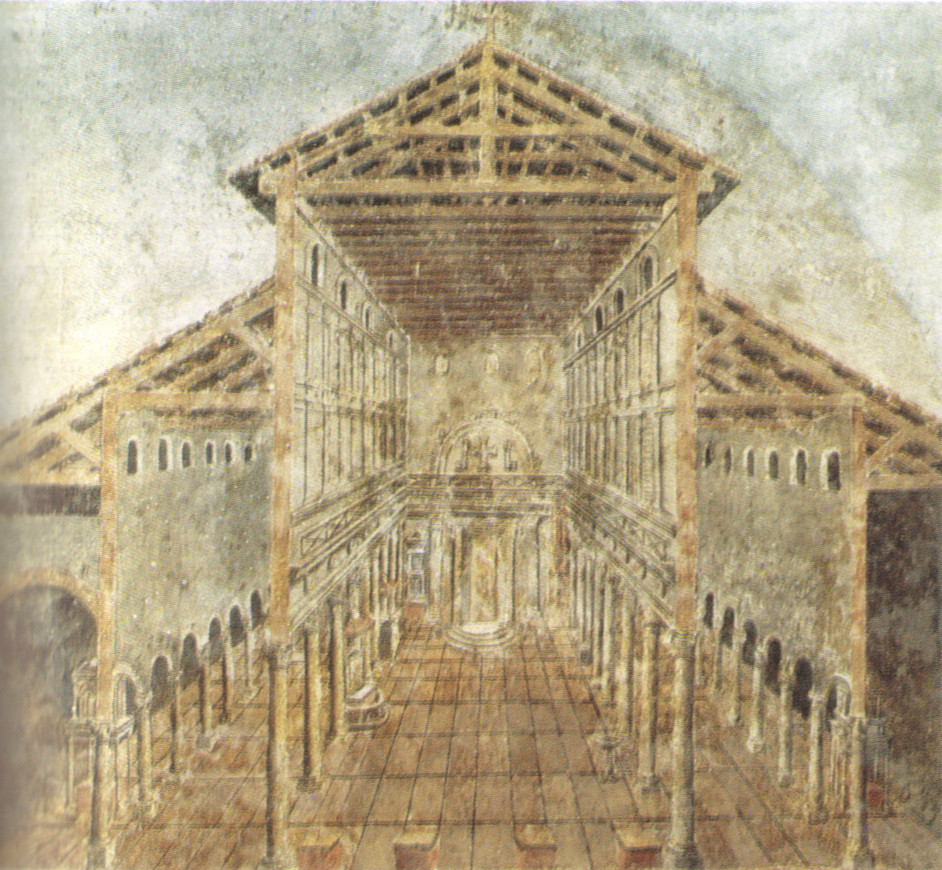
La basilica di San Pietro del V secolo

In uno di questi sepolcri, assai modesto, si tramanda sia stato deposto il corpo di Pietro dopo la crocifissione avvenuta sotto Nerone. Quando Costantino legittimò il culto cristiano con il suo Editto di Milano e diede inizio con il Laterano al suo programma di edilizia pubblica cristiana, non lo fece negli spazi pubblici di Roma, ma su aree poste ai margini dell'area urbana ed appartenenti al demanio imperiale. Così fu iniziata la costruzione, nel IV secolo, della prima basilica dedicata a San Pietro, stabilita secondo l'uso cristiano sopra quello che la tradizione vuole sia il suo sepolcro (la confessio), e fondata sul lato nord del Gaianum lungo la via Cornelia. Sotto la costruzione fu sommersa anche parte della necropoli circostante, riemersa in parte nelle ricerche della tomba di Pietro condotte negli anni 1940-'50.

### I ponti
- Ponte Trionfale o Pons Neronianus ad Sassiam, citato nei Mirabilia
- Pons Aelius o Pons Hadriani, poi Ponte Sant'Angelo